# Скрантон (Ајова)
Скрантон (енгл. Scranton) град је у америчкој савезној држави Ајова. По попису становништва из 2010. у њему је живело 557 становника.

## Демографија
Према попису становништва из 2010. у граду је живело 557 становника, што је -47 (-7.8%) становника више него 2000. године.
| Група             | 2000.       | 2010.       |
| Белци             | 572 (94,7%) | 536 (96,2%) |
| Афроамериканци    | 0 (0,0%)    | 0 (0,0%)    |
| Азијати           | 1 (0,2%)    | 0 (0,0%)    |
| Хиспаноамериканци | 31 (5,1%)   | 16 (2,9%)   |
| Укупно            | 604         | 557         |